# Suaeda ifniensis
Suaeda ifniensis är en amarantväxtart som beskrevs av Arturo Caballero och René Charles Maire. Suaeda ifniensis ingår i släktet saltörter, och familjen amarantväxter. Inga underarter finns listade i Catalogue of Life.